# Wohnkomplex

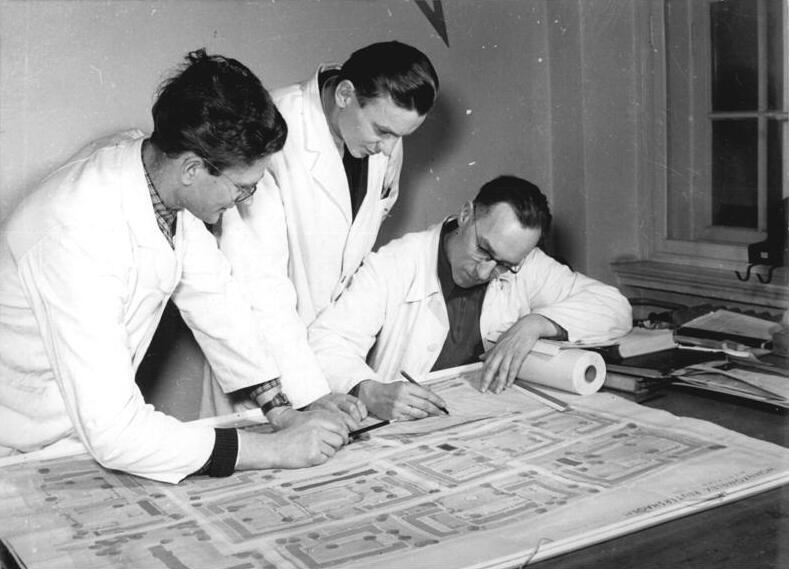
Rostock 1955, Architekten mit Bebauungsplan

Der Begriff des Wohnkomplexes wurde in der DDR 1950 aus der Sowjetunion übernommen (Punkt 10 der 16 Grundsätze des Städtebaus). Davon abgeleitet wurde der Begriff des Komplexen Wohnungsbaus.

## Bedeutung in den 16 Grundsätzen des Städtebaus

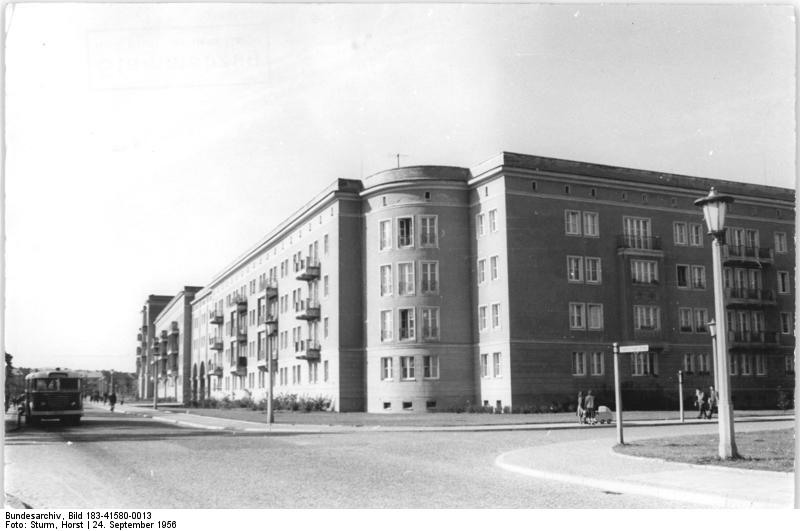
Eisenhüttenstadt 1956, Wohnhäuser

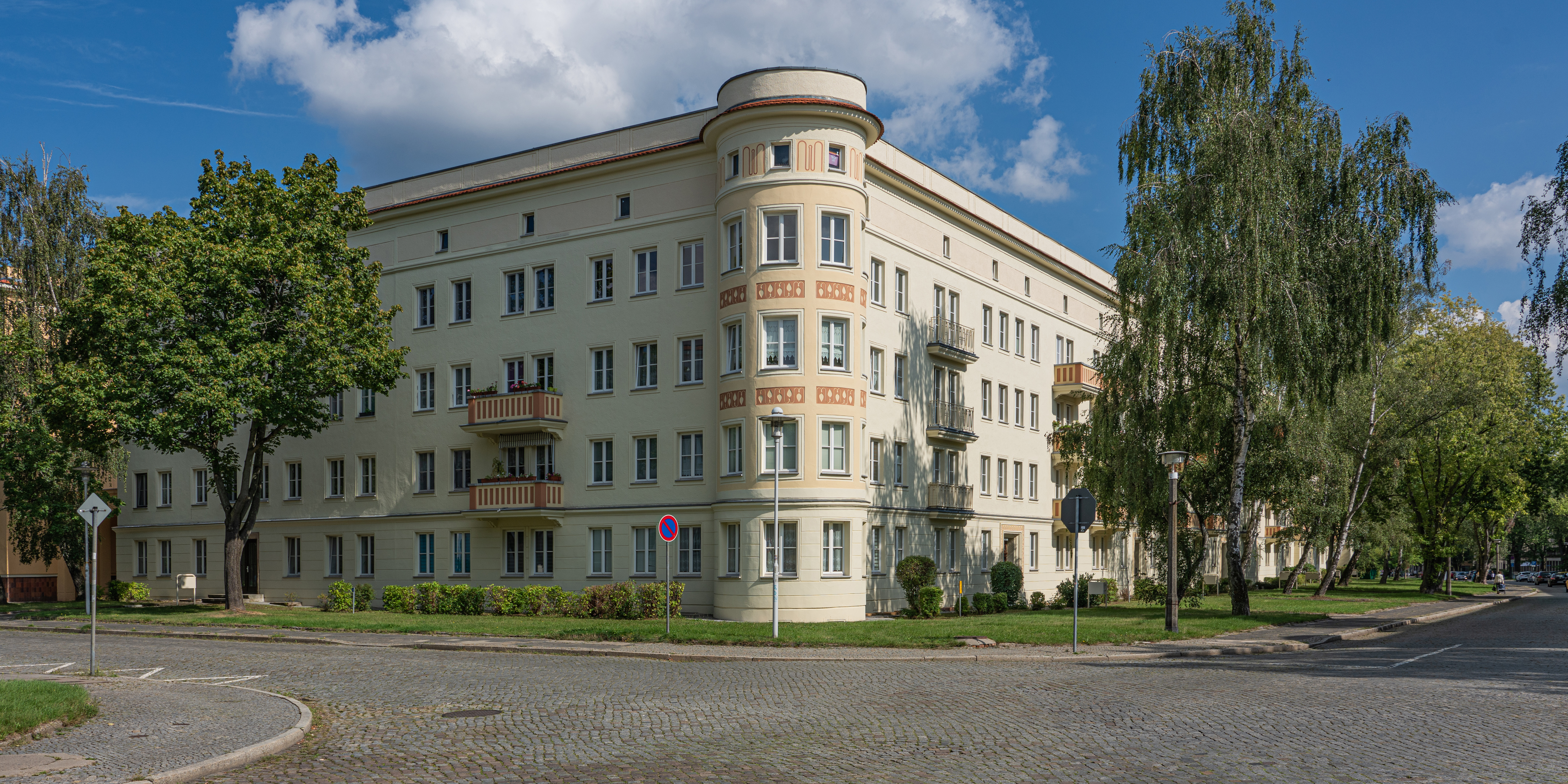
Eisenhüttenstadt, Wohnkomplex II, Saarlouiser Straße (2020)

In der schon vor dem Zweiten Weltkrieg in der Sowjetunion entwickelten Konzeption des sozialistischen Wohnkomplexes war der Wohnkomplex größer als ein Wohnbezirk und kleiner als ein Wohngebiet.
Thomas Topfstedt, 1988: Im Vergleich zu der vom Nachbarschaftsgedanken ausgehenden Wohnzelle war der Wohnkomplex weitaus enger mit der Gesamtstruktur der Stadt verbunden, da er als kleinste städtebauliche Planungseinheit zugleich einen integralen Bestandteil der Stadtkomposition bilden sollte.
Junghanns / Boesler / Günther, 1954: Der Wohnkomplex ist als die entscheidend neue Gestaltungseinheit aufzufassen, die es ermöglichen soll, einerseits die Wohngebiete aufzulockern und maximal zu durchgrünen, gut besonnte Wohnungen in ruhiger Lage zu schaffen, andererseits die öffentlichen Einrichtungen zweckmäßig zu verteilen und die Wege zu ihnen kurz zu halten, also gesundes Wohnen mit den besten Möglichkeiten zu aktiver Teilnahme am gesellschaftlichen und kulturellen Leben zu verbinden. (…) Die Bebauung an den Randstraßen des Wohnkomplexes ist deshalb auf die Gesamtkomposition der Stadt abzustimmen und muss durch sorgfältige Verteilung öffentlicher Bauten und architektonisch betonter Wohnblocks eine rhythmische Folge von städtebaulichen Schwerpunkten ergeben, die den Betrachter unbewusst zum Bezirkszentrum und von dort zum Stadtzentrum leiten. In dieser Hinsicht bietet die historische Stadtbaukunst wertvolle Anregungen…
Erstmalig bei der Planung von Eisenhüttenstadt angewendet, wurde das Wohnkomplexschema, das in Anpassung an die konkreten stadtstrukturellen und topographischen Bedingungen eine den jeweiligen Standorten entsprechende Modifizierung erfuhr, u. a. auch den Stadterweiterungen von Lauchhammer, Ludwigsfelde und Calbe/Saale zugrunde gelegt. Des Weiteren entstanden nach dieser Konzeption große Teile der Dresdner Südvorstadt und der Wohngebiete Sangerhausen-West, Wismar-Vorwendorf und Rostock-Reutershagen I.

## Spätere Verwendung des Begriffs

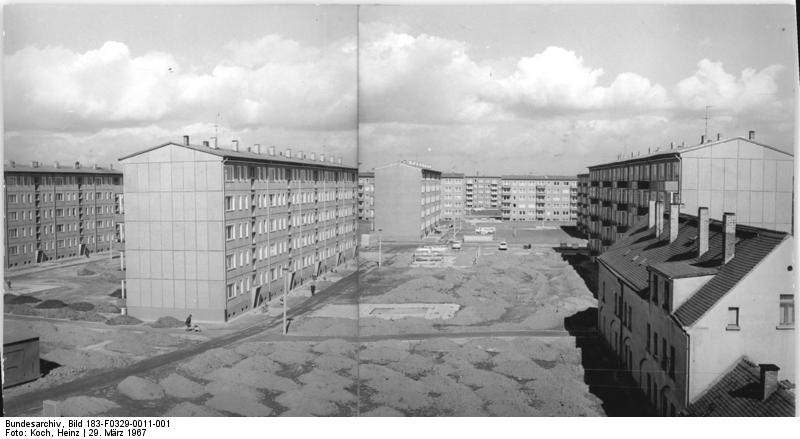
Leipzig, Großzschocher, Wohnblöcke (1967)

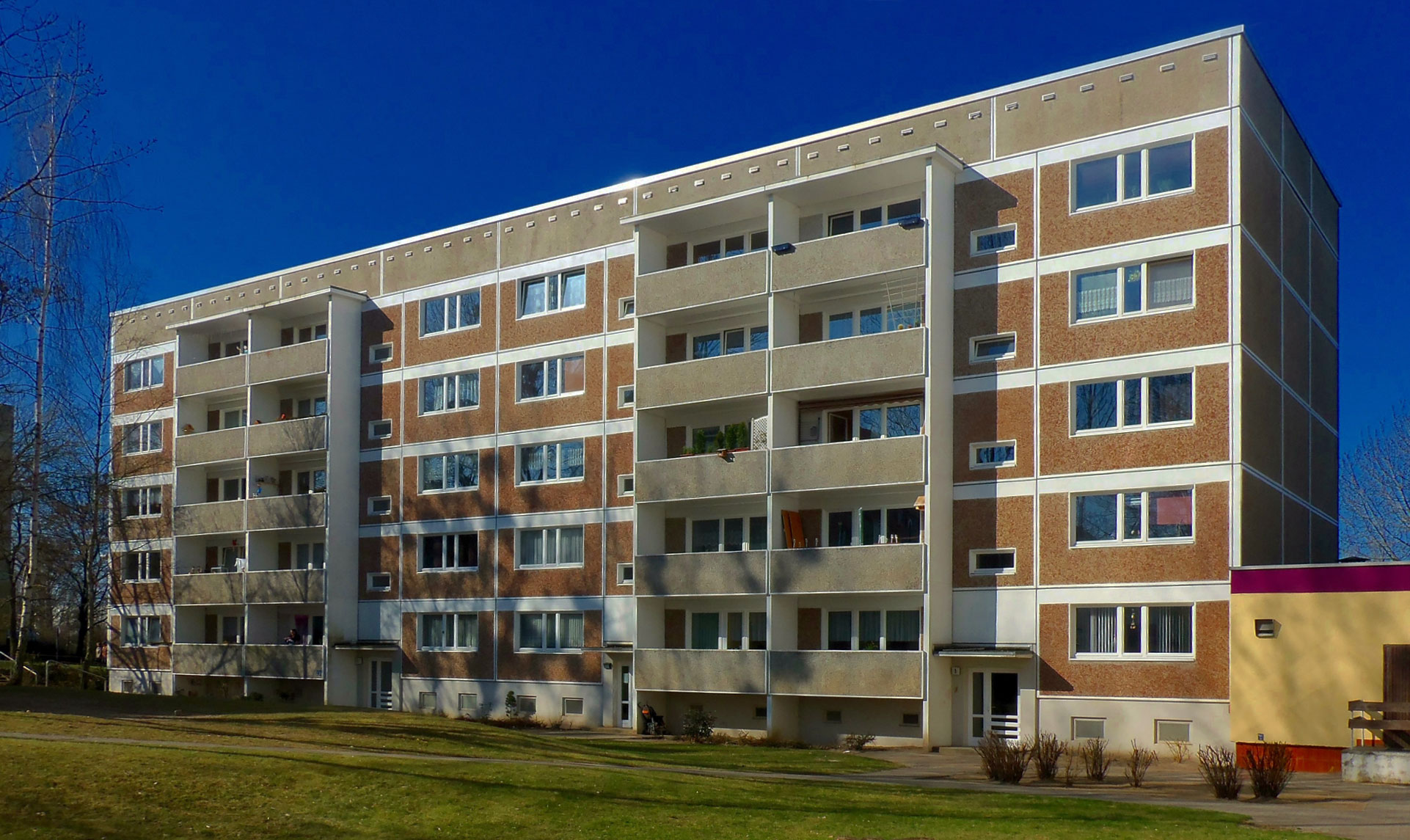
Erster WBS-70-Block der DDR, Neubrandenburg (1973)

Mit der Abkehr vom sozialistischen Klassizismus, die durch die programmatische Rede Chrustschows auf der Allunionskonferenz der Bauschaffenden (Moskau, 1954) eingeleitet wurde, veränderte sich, wie Thomas Topfstedt herausgearbeitet hat, auch der Inhalt der Begrifflichkeit Wohnkomplex. Mit pompösen Fassaden- und Innenraumgestaltungen der Gesellschaftsbauten und repräsentativen Wohnensembles, die mit einer Vernachlässigung ökonomischer und bautechnischer Erfordernisse einherging, sollte nun Schluss sein. Diese mit wirtschaftlichen und auch ästhetischen Argumenten geübte Kritik an den bis dahin in der Sowjetunion und der DDR gültigen baukünstlerischen Gestaltungsgrundsätzen der Architektur und des Städtebaus wurde in der DDR in einer Broschüre unter dem Titel Besser, billiger und schneller bauen veröffentlicht (1955). In der Folge wurden erhebliche Anstrengungen unternommen, den Wohnungsbau auf industrielle Bauweisen umzustellen. Seit etwa der Mitte der 1960er Jahre konnten die Großplattenbauweise und die Skelettmontagebauweise kombiniert sowohl im Wohnungs- als auch im Gesellschaftsbau Anwendung finden. An der Deutschen Bauakademie wurde 1969 die daraufhin im komplexen Wohnungsbau profilbestimmende Wohnungsbauserie 70 (WBS 70) entwickelt.
Der Begriff Wohnkomplex in der Definition der Deutschen Bauakademie von 1960: Das Wohngebiet einer Stadt gliedert sich nach städtebaulich-architektonischen Einheiten, die verschiedene Stufen der Versorgung und Betreuung der Bevölkerung umfassen. Dabei gehen wir vom Prinzip der maximalen Annäherung der Gemeinschaftseinrichtungen an die Wohnungen, vom Prinzip der Wirtschaftlichkeit und von unseren ökonomischen Möglichkeiten aus. Entsprechend unseren bisherigen Erfahrungen und gestützt auf die Erfahrungen des Städtebaus in der UdSSR, schlagen wir vor, die Größenordnung der städtebaulich-architektonischen Einheiten wie folgt festzulegen: Die kleinste Planungseinheit bildet die Wohngruppe, deren Größe durch eine Einwohnerzahl von 1000 bis 3000 Personen bestimmt wird. Die Wohngruppen werden zu Wohnkomplexen zusammengefasst, die 6.000 bis 12.000 Einwohner umfassen. Die Wohnkomplexe werden zu Wohnbezirken mit einer Einwohnerzahl von 30.000 bis 60.000 zusammengeschlossen, die die größte städtebauliche Einheit des Wohngebietes einer Stadt bilden. Die jeweils zugehörigen Gemeinschaftseinrichtungen müssen in ihrer Kapazität, ihrer Art und ihrer Ausstattung der Größe und dem Charakter der Wohngruppen, Wohnkomplexe und Wohnbezirke entsprechen ... Für eine engere Verbindung zwischen den Wohnungen und den Gemeinschaftseinrichtungen der Wohngruppen müssen neue Gebäudetypen entwickelt werden, die vor einer allgemeinen Anwendung experimentell erprobt werden sollten. Dazu gehören die Entwicklung von Großwohnhäusern mit Gemeinschaftseinrichtungen sowie die Entwicklung von mehrgeschossigen Wohnhäusern mit Kleinstwohnungen.

## Umsetzung des Konzeptes in der DDR

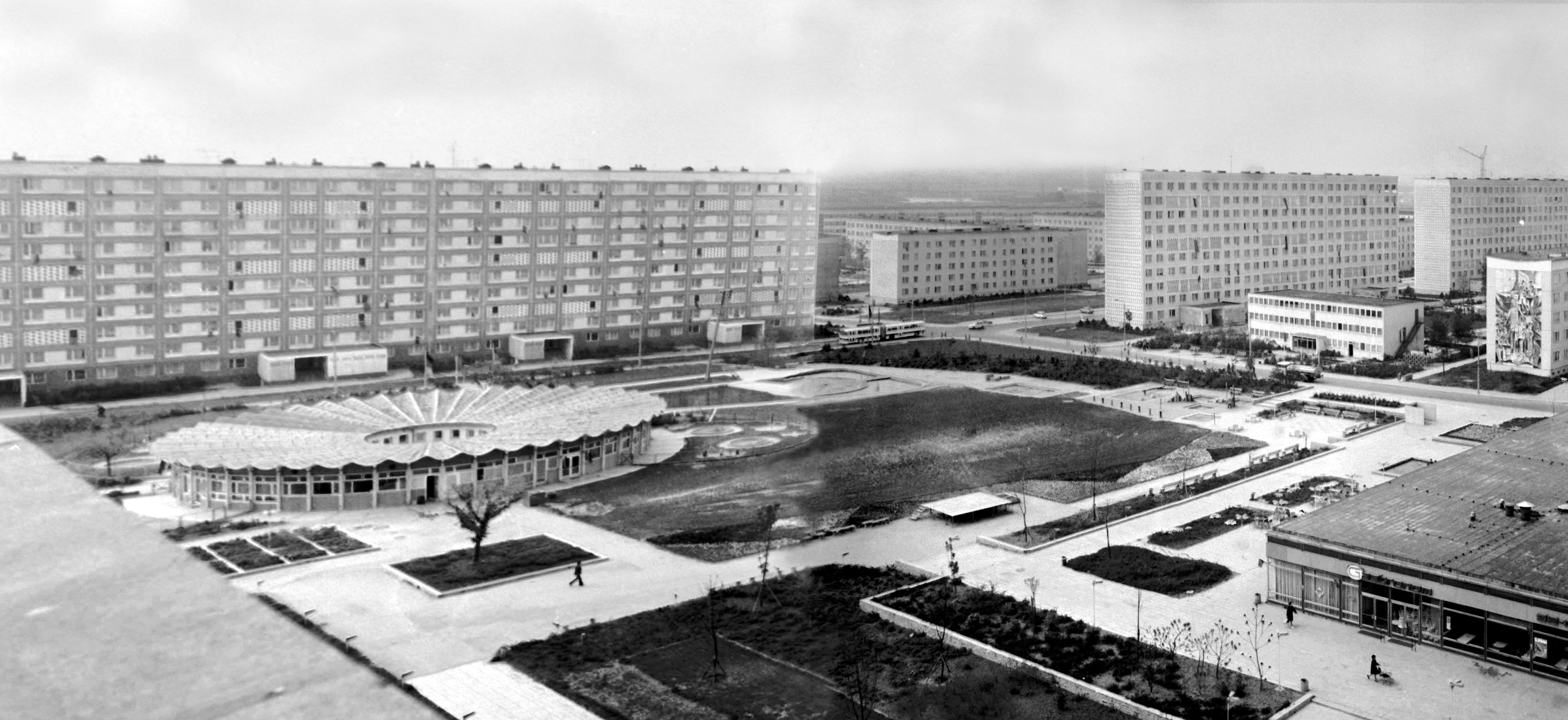
Halle-Neustadt, Wohnkomplex I (1974)

Mit dem Bau von Großsiedlungen (wie beispielsweise Halle-Neustadt, Halle-Silberhöhe, Leipzig-Grünau, Gera-Lusan, Dresden-Gorbitz, Rostock-Lütten Klein, Rostock-Lichtenhagen, Jänschwalde-Ost, Hoyerswerda, Berlin-Marzahn oder Berlin-Hellersdorf) sollte das Konzept dann so umgesetzt werden, dass es in einem Wohnkomplex neben den Wohnungen auch die wie folgt definierte benötigte Infrastruktur geben sollte: Einkaufsmöglichkeiten für den täglichen Bedarf (in der DDR als Kaufhalle, heute als Supermarkt bezeichnet), Kinderkrippe und Kindergarten (sogenannte Kinderkombinationen), Poliklinik (heute Ärztehaus mit Praxen aller Fachrichtungen, Röntgenabteilung und Apotheke) und Schulen (Grund- und Oberschule). Jeder Wohnkomplex kann wie eine eigenständige abgeschlossene Wohnstadt funktionieren. Die großen Verkehrsachsen führen außen um die Wohnkomplexe herum. Diese werden durch Stichstraßen in die Wohnkomplexe hinein erschlossen. Nur der öffentliche Personennahverkehr ist als Durchgangsverkehr zugelassen.
Die Wohnkomplexe I bis III in Neuruppin gelten als Musterbeispiel dieser DDR-Wohn- und Siedlungsgebiete.

## Kritik

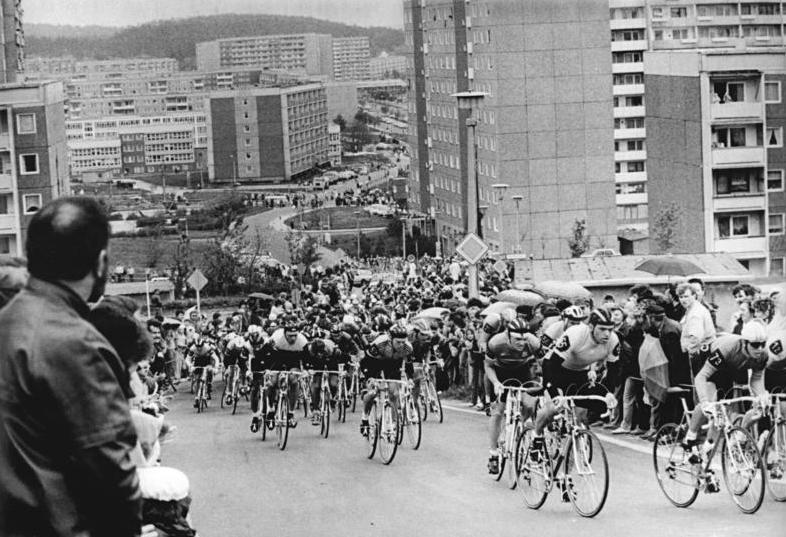
Neubaugebiet Gera-Lusan bei der Friedensfahrt 1987

Sowohl in der BRD als auch in der DDR gab es bereits zur Entstehungszeit Kritik an Monotonie und Ununterscheidbarkeit der Wohnkomplexe quer durch die ganze DDR. Wie Topfstedt 1988 bemerkte, waren Unterschiede nur durch Topographie und Sonderfaktoren gegeben. Der architektonische und baukulturelle Gestaltungsspielraum war gering, die räumliche Wirkung zerfasert im Vergleich zum traditionellen Bauen.
Die Gesellschaftsbauten (heute würde man sagen: die soziale Infrastruktur) waren oftmals zum Zeitpunkt des Wohnungsbezugs noch nicht fertig. Nach der Wiedervereinigung wurde ein Förderprogramm zur Weiterentwicklung der Großsiedlungen (abgekürzt: WENG) aufgelegt. Damit wurden Verbesserungen im Wohnumfeld und Gesellschaftsbauten finanziert.
Die Konzeption der Wohnkomplexe entsprach der Charta von Athen, nach der die städtebaulichen Funktionen Wohnen und Arbeiten räumlich klar zu trennen waren. Die Arbeitsplätze lagen, abgesehen von einigen Dienstleistungsfunktionen (medizinische Einrichtungen, Schulen, Handel) außerhalb der Wohngebiete. Das Konzept entspricht nicht der nutzungsgemischten Stadt der kurzen Wege der heute maßgeblichen Leipzig Charta, auch wenn der Vorrang des öffentlichen Verkehrs und die Berücksichtigung der sozialen Infrastruktur bei der Planung ein Stück weit in diese Richtung weisen.

## Varia
- In dem Roman Die Architekten[5] setzt sich der ostdeutsche Autor Stefan Heym mit der Wende in der Architektur (Abkehr vom sozialistischen Klassizismus) und der unzureichenden Aufarbeitung des Stalinismus in der DDR auseinander.
- Der sowjetische Film Ironie des Schicksals aus dem Jahr 1975, der alljährlich zu Silvester gezeigt wird und Kultstatus genießt, ist eine Parodie auf die Wohnkomplexe, die im ganzen Land gleich aussahen, so wie auch die einzelnen Häuser, die Wohnungen und deren Inneneinrichtungen.